# Cerodirphia annelisae
Cerodirphia annelisae is een vlinder uit de familie nachtpauwogen (Saturniidae), onderfamilie Hemileucinae.
De wetenschappelijke naam van de soort is voor het eerst geldig gepubliceerd door Ronald Brechlin, Horst Käch & Frank Meister in 2013.

## Type
- holotype: "male, 15.II.2012. leg. Romanov & Sinjaev. Barcode: BC-RBP 6595"
- instituut: MWM München, Duitsland en later overgebracht naar ZSM, München, Duitsland
- typelocatie: "Ecuador, Morona Santiago, 9 km W Plan de Milagro to Gualaceo, 2375 m., 3°00'04"S, 78°30'49"W"